# Epitaphios (Ritsos)
Der Epitaphios (griechisch Επιτάφιος) ist einer der bedeutendsten Gedichtzyklen des griechischen Dichters Giannis Ritsos. Er wurde 1958 vom griechischen Komponisten Mikis Theodorakis vertont.

## Entstehung
Am 9. Mai 1936 fand in Thessaloniki ein Streik der Tabakarbeiter statt, den die Polizei blutig niederschlug. Erschüttert, ergriffen und inspiriert von einem Bild in der Zeitung „Rizospastis“, auf dem eine Mutter mitten auf der Egnatia-Straße weinend über ihrem toten Sohn kniet, begann Ritsos mit der Dichtung des Epitaphios. Die Gedichtkomposition setzt sich aus 20 nummerierten Teilen zusammen, die aus jeweils 16 Versen im fünfzehnsilbigen Versmaß (Dekapentosyllab) bestehen. Innerhalb von zwei Tagen vollendete Ritsos den Epitaphios. Die politische Bedeutung dieses Werkes offenbarte sich schon 4 Monate nach dessen Erscheinen – als bereits fast 10.000 Exemplare verkauft worden waren und es nach der Machtübernahme durch Ioannis Metaxas 1936 verboten und vor den Säulen des Zeustempels in Athen öffentlich verbrannt wurde.

## Vertonung
1956 erlebte das Buch „Epitaphios“ seine zweite Auflage. Mikis Theodorakis bat aus seinem Pariser Exil seinen Freund Yiannis Ritsos um eine Auswahl neugriechische Lyrik aus seiner Heimat. Ritsos sendete ihm u. a. auch den „Epitaphios“. Theodorakis vertonte die Gedichte innerhalb weniger Stunden. Er sandte die Lieder seinem Komponistenfreund Manos Chatzidakis nach Athen. Dieser wählte Nana Mouskouri als Interpretin und stellte eigene Arrangements her. 1960 wurde die Schallplatte produziert, aber Theodorakis war unzufrieden mit dem Resultat, nahm sich den Volkssänger Grigoris Bithikotsis und den Buzukispieler Manolis Chiotis und stellte eine eigene Version der Epitaphios-Lieder vor. Im Gegensatz zum eher westlich geprägten Arrangement mit Nana Mouskouri, beschränkte Theodorakis seine Version auf ein minimalistisches Arrangement, angelehnt an die Traditionen des Rebetiko, aber auch der demotischen Musik, der ionischen Kantada und von Elementen kirchlich-byzantinischer Musik. An diesen zwei Schallplatten-Veröffentlichungen desselben Werks entzündete sich eine Kontroverse in Griechenland, der unterschiedliche ästhetische Haltungen, aber in gewisser Weise auch soziale Gegensätze widerspiegelte. Die Musikform des Rebetiko („Rebetis“ heißt „Landstreicher“, „arbeitsscheu“, „liederlich“) wurde wesentlich von Flüchtlingen nach der Vertreibung von 1922 nach Griechenland gebracht und beschreibt oftmals in düsteren Texten und melancholischen Melodien das prekäre Schicksal der Flüchtlinge, aber auch das Leben im Gefängnis oder den Konsum von Cannabis. Die melancholisch-düstere, manchmal auch wütende Klage des Rebetiko war die ideale Musikrichtung für die Vertonung der Werke Ritsos, da es nicht das getragene Pathos der Version von Chatzidakis teilt, sondern den in sich gebrochenen Menschen aus Ritsos Werk gerecht wird. Trotz anfänglichem Zweifel von Ritsos wurden die Lieder in der „plebejischen“ Variante von Theodorakis zu einem Riesenerfolg, gelangten in die Tavernen, die „hohe Dichtung“ von Ritsos wurde von den einfachen Menschen gesungen, ja „gefressen“, wie der Dichter später bemerkte. Die Theodorakis-Version setzte sich durch und begründete das sogenannte „zeitgenössische Volkslied“ (Endechno Laiko Tragoudi), das bis heute eine wichtige Rolle in der griechischen Musikpraxis spielt.

## Wirkung
Die politische Sprengkraft des „Epitaphios“ kann man an der Tatsache ermessen, dass das Werk von Ritsos mit der Musik von Theodorakis im Sommer 1960 wieder von der Regierung verboten wurde. Oppositionelle Kräfte aus dem linken Spektrum haben die Botschaft der Lieder des „Epitaphios“ schnell für sich aufgegriffen und forderten mehr Freiheiten und ein Ende der Herrschaft Karamanlis. Bis Mitte der 1960er waren die Bürgerrechte der Kommunisten, besonders deren ehemalige Kämpfer der „Demokratischen Armee“ im Bürgerkrieg, durch die straffe antikommunistische Haltung der Regierung stark beschränkt.
Der „Epitaphios“ ist eines der wichtigsten Werke von Theodorakis, da es seinen Bruch mit dem modernistischen und elitären Musikbetrieb der damaligen Zeit darstellt und seine Rückkehr von Paris nach Athen einleitet. Mit „Epitaphios“ wurde erstmals ein Werk der zeitgenössischen Lyrik in der Volksmusik vertont. Bis zu diesem Zeitpunkt hatten Literatur und „Laiko Tragoudi“ keine Verbindungen.
Theodorakis wendet sich darin der griechischen Volksmusik zu, aber zugleich markiert diese Rückbesinnung sein Streben, eine „neue griechische“ Musik zu schaffen. Die Wahl der Solisten und das Arrangement der Lieder durch Theodorakis als auch die ästhetische Auffassung, die sich darin ausdrückte, lösten eine Art Kulturrevolution in Griechenland aus und kamen in Konflikt mit der herrschenden Oberschicht, die z. B. die Bouzouki u. a. als türkisches Instrument begriffen, die Gegenseite es aber als altes byzantinisches Musikinstrument werteten.
Auch die Rebetika rückte damit weiter in Richtung gesellschaftlicher Akzeptanz, mit „Epitaphios“ wurde die Grundlage der gängigen Klischees zu griechischer Musik gelegt, welche allgemein z. B. aus der Filmmusik zu „Alexis Zorbas“ bekannt sind, jedoch nur einen kleinen Teil der musikalischen Vielfalt der griechischen Kultur repräsentiert.

## Zitate
„Ich sah damals in einer Zeitung ein Foto mit einer vor Trauer um ihren Sohn klagenden Mutter. Tassos Toussis war der Tote, der bei einer Streikkundgebung ermordet worden war. Das Foto wurde bereits an seinem Todestag im ‚Rizospastis‘ veröffentlicht, am 9. Mai 1936. In derselben Ausgabe las ich auch die Berichte über den ersten großen organisierten Arbeiteraufstand, der sich vom Tabakarbeiterstreik zum Generalstreik entwickelt hatte. Das Foto wühlte mich dermaßen auf, daß ich sofort begann, den ‚Epitaph‘ zu schreiben. Mit all den Erfahrungen, die ich seit meiner Kindheit gesammelt und mir bewahrt hatte: die Technik des fünfzehnsilbigen Verses, das Theater Kretas mit ‚Erofili‘ und ‚Erotokritos‘, die Dichtung von Solomos, vor allem sein ebenfalls in fünfzehnsilbigen Versen verfasstes Gedicht ‚Die freien Belagerten‘. All diese Dinge waren in mir verschüttet gewesen, und ich begriff selbst nicht, wie sie dann mit einem Schlag da waren, als hätten sie all die Jahre nur auf diesen Augenblick gewartet. Schon am nächsten Tag wurden die ersten zwei Gedichte im ‚Rizospastis‘ abgedruckt. Den gesamten ‚Epitaph‘ schrieb ich innerhalb von zwei Tagen, fast ohne zu essen und zu schlafen, oft musste ich dabei heulen, wie ein Klageweib aus Mani.“

„Die wunderbare Dichtung von Jannis Ritsos, die uns allen bekannt ist, wurde zu einer Folge von Liedern, die beweisen, daß der Komponist Theodorakis mehr zustande bekommt als nur ein Lied. Dieses ‚mehr’ hatte ich erkannt und wollte es durch die Interpretation mit Nana Muskuri deutlich machen. Es ist das erste Mal, daß sich einer unserer Komponisten völlig auf die laizistische Tradition stützt. Er schafft es, das gewaltige Thema des Epitafios mit ganz einfachen Melodien zu bewältigen. Hinter den Melodien steht Ritsos’ große Dichtung, die man nur dann richtig begreifen kann, wenn man hier im Land lebt. Theodorakis’ Wurzeln reichen tief, und seine Erfahrungen mit der ernsten Musik haben ihn in die Lage versetzt, mit einfachen Mitteln viel auszudrücken.“

„Ich glaube, als ich Epitafios schrieb, habe ich wohl nichts anderes getan, als ein paar Melodien aufzuschreiben, die ihr alle schon in eurer Phantasie gehört habt, ohne daß sie euch bewußt geworden wären. Es ist echte Volksmusik, und die Funktion des Komponisten läßt sich dabei mehr mit der eines namenlosen Mönches vergleichen, der die Stimme des Heiligen Geistes zu Papier bringt. Ich bin ein moderner Komponist, aber das hinderte mich nicht daran, in unsere Volkstradition einzudringen und mit ihr so umzugehen, wie es ein Beobachter tut, der nur auswählt, klassifiziert und das Material nüchtern verarbeitet.“

## Übersetzungen
- Jannis Ritsos: Milos geschleift (Reclam-Verlag Leipzig, 1979): metrisch-poetische Nachdichtung durch Heinz Czechowski.
- Jannis Ritsos: Gedichte (griechisch-deutsch). Verlage Stroemfeld (Basel) und Roter Stern (Frankfurt am Main), Ss. 6–47, 1980, ISBN 3-87877-142-8: griechisches Original und Übersetzung von Niki und Hans Eideneier.